# Röntgen equivalent man
Il röntgen equivalent man (o rem, traducibile in röntgen equivalente per l'uomo) è un'unità di misura obsoleta della dose equivalente di radiazioni. Il rem è definito come la dose equivalente a una dose assorbita di 1 rad, pertanto nel sistema internazionale è stato sostituito dal sievert con la conversione:
{\displaystyle 1\,\mathrm {rem} =0{,}01\,\mathrm {Sv} }
La dose massima assorbibile (D.M.A.), che fino a qualche anno fa era considerata il massimo tasso di dose assorbita medio annuale che non ha effetti deterministici sulla salute, è pari a 0,5 rem (equivalente a 25 radiografie del torace): i nuovi paradigmi hanno reso però non più attuale questa definizione.
Poiché la dose di 1 rem è piuttosto elevata, si fa spesso uso del suo sottomultiplo, il millirem.